# Código de regulación de contenidos por rombos
El Código de regulación de contenidos por rombos (llamado así por la figura que se usaba para indicar la calificación del censor) fue un sistema usado por TVE entre aproximadamente 1963 y 1984 para regular los contenidos en televisión. Tenía tres niveles: un rombo (mayores de 14 años) , dos rombos (mayores de 18 años) y sin rombos (para todas las edades)

## Historia
Surgió en 1963 como el sistema de regulación de contenidos por los dos rombos del Comité de Censura de TVE, al haber cada vez más programas cuyo contenido no era adecuado para los niños. En un principio tenía los siguientes niveles:
- Un rombo, que indicaba que el programa no era adecuado para menores de 16 años;
- y dos rombos, que indicaban que el programa no era adecuado para menores de 18 años.

Aplicado por primera vez el 1 de mayo de 1963, en 1964 se suavizó el sistema y tomó su forma final, en la que:
- un rombo significaba "mayores de 14 años"

- y dos rombos significaban "mayores de 18".

Los dos rombos aparecían en la parte superior derecha de la pantalla, generalmente al comienzo del programa. A partir de los años 70, los dos rombos incluyeron, en algunas ocasiones, un tono de advertencia que sigue usándose en la actualidad.
Con la caída del régimen franquista, la censura y el control de programas en televisión se relajó, pero los dos rombos continuaron existiendo para calificar ciertas películas y series, en especial con contenido erótico, violento o de terror. Finalmente, en 1984, se procedió a eliminar toda clase de código de regulación salvo en periódicos y la sección de cine de medianoche emitida los viernes a las 00:35h en La 1 y periódicos hasta unos años después (1987).

## Posteriormente
A partir de 1984, salvo en el cine de medianoche, hasta 1987, y en algunas series que fueron emitidas en la época de los rombos, en ninguno de los dos canales de TVE ya no hubo código de regulación de contenidos por los dos rombos y se cedió la responsabilidad a los padres de familia, que se encargarían de decidir qué programas y qué películas verían sus hijos cuáles no. Al mismo tiempo, TVE hizo un esfuerzo por mejorar la calidad de su programación, retirando los espacios controvertidos de determinados horarios y añadiendo más programas infantiles.
Con la llegada de las televisiones privadas en 1990, y después del total descontrol y la polémica provocada en ciertos programas (por ejemplo, "¡Ay, que calor!" en Telecinco, o Tutti Frutti, también en la misma cadena), se procedió a establecer un nuevo código de regulación que se materializó en 1995, pero que no se estableció con firmeza hasta 1996, cosa que se pudo ver reflejada en que, por ejemplo, hasta el verano de ese año, en vez del nivel "no recomendado para menores de 13 años" hubiese el "no recomendado para menores de 12 años", retirado hasta 2013. Fue entonces cuando se definió el código actual.
Sin embargo, en el periodo 1984-1996 no siempre faltó un código regulador. La emisora autonómica andaluza Canal Sur fue la única que mantuvo el sistema de los dos rombos, desde su creación en 1989 hasta 1992. También los rombos fueron el logotipo de Canal 18, fundado en 1997,  un canal de temática erótica hasta su cese en 2013 y de cine de terror hasta 2006 (remplazado por Dark y más tarde por Buzz Rojo).

## Influencia
En la época del franquismo y posteriormente, el sistema del rombo tuvo mucha influencia en la decisión de visionado de programas en familia. A partir de la caída del franquismo, el símbolo fue perdiendo poco a poco su importancia y eso fue la causa de que fuera finalmente desechado. Actualmente, a pesar de existir un código de regulación de contenidos por los dos rombos, no tiene la misma influencia que antes tuvo su predecesor.
También hay influencia del símbolo en el habla popular, pues se dice que algo "es de dos rombos" cuando tiene contenido erótico, violento, de terror o subido de tono.